# Évangéliaire de Lorsch
L'Évangéliaire de Lorsch (bibliothèque apostolique vaticane, Pal. lat. 50, et Alba Iulia, Biblioteca Documenta Batthyaneum, s.n.), également connu comme Codex Aureus Laurensius (en raison de sa localisation à Lorsch et de ses lettres dorées), est un évangéliaire enluminé composé entre 778 et 820, sous le règne de Charlemagne. Le plat supérieur qui décorait sa couverture est actuellement conservé au Victoria and Albert Museum (Inv.-Nr. 138-1866), tandis que l'arrière est conservé au Vatican.
Depuis le 18 mai 2023, l'Évangéliaire de Lorsch fait partie du Registre international Mémoire du monde.

## Historique
Il est localisé pour la première fois à l'abbaye de Lorsch, en Allemagne, où il est mentionné comme Evangelium scriptum cum auro pictum habens tabulas eburneas dans le catalogue de la bibliothèque, compilé en 830 sous l'abbé Adelung. La bibliothèque de Lorsch est l'une des plus riches de l'Occident chrétien du Xe siècle au XIe siècle.
Au XVIe siècle, le manuscrit est déplacé à Heidelberg par l'électeur palatin Othon-Henri, avant la dissolution de l'abbaye de Lorsch, pour enrichir la bibliothèque palatine. Il en est dérobé en 1622, pendant la guerre de Trente Ans. Le codex est divisé en deux et la couverture déchirée, pour une vente plus aisée. La première moitié, richement illustrée, parvient à la bibliothèque du cardinal Migazzi, puis est vendue à l'évêque Ignace Batthyani. Elle se trouve désormais en Roumanie, à Alba Iulia, au sein de la bibliothèque Battyani. La seconde moitié se trouve à la bibliothèque apostolique vaticane. 
Un facsimilé du codex a été offert à la reine Élisabeth II par le pape, Benoît XVI, le 16 septembre 2010. En retour, ce dernier a reçu une série d’œuvres de Hans Holbein le Jeune issues de la collection royale. Le fac-similé du codex est aujourd'hui visible par le public au Holyrood palace, à Édimbourg

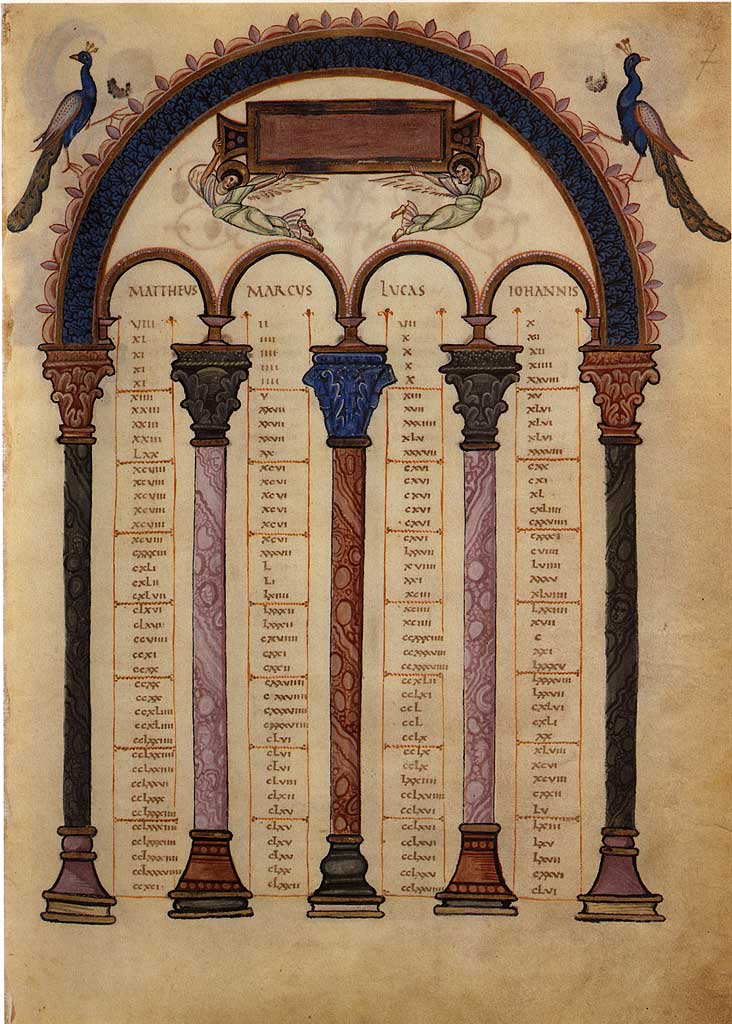
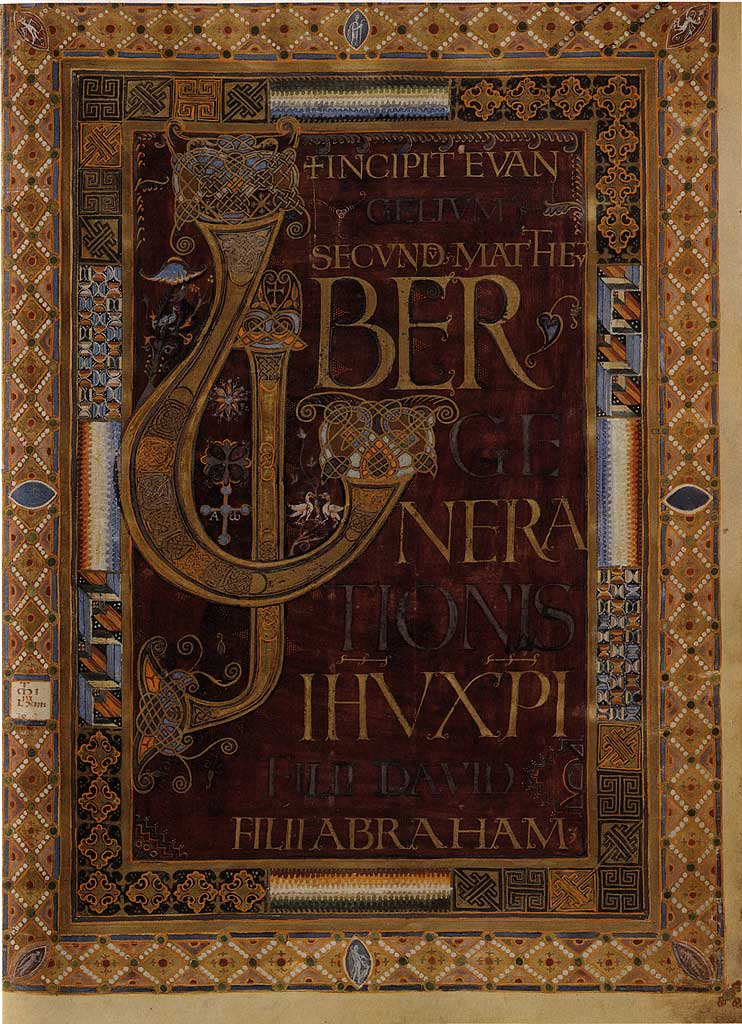
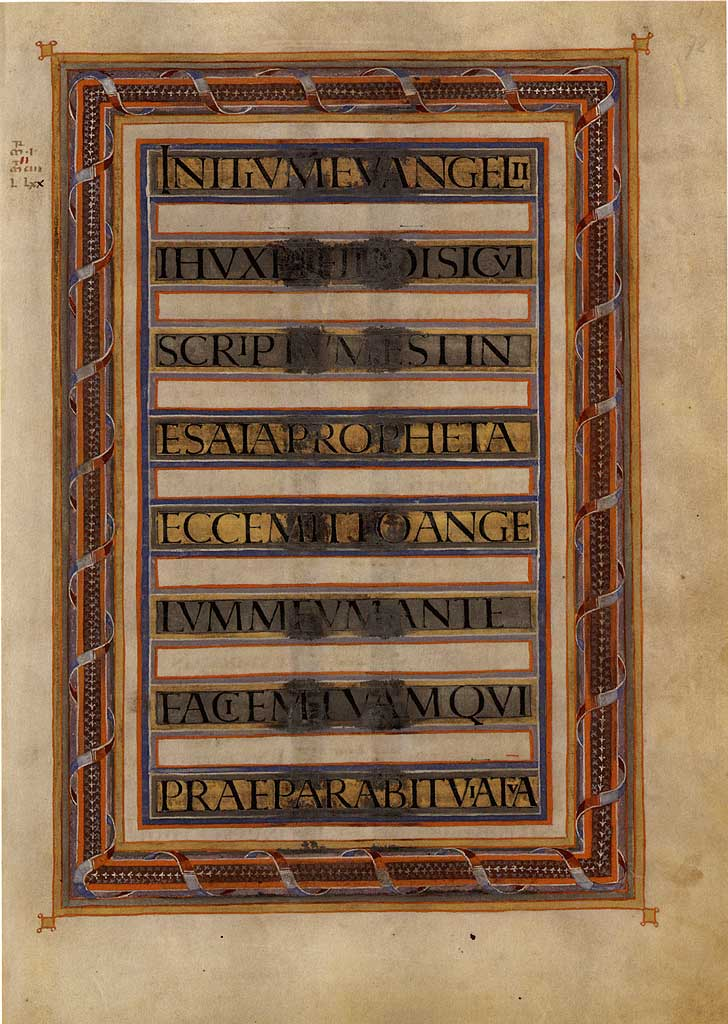
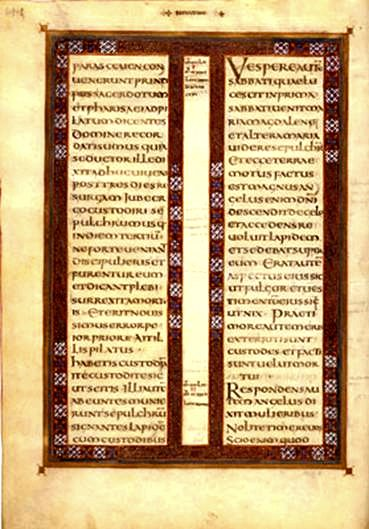

## Couverture
Le plat avant de la couverture se trouve au Victoria and Albert Museum de Londres, tandis que l'arrière figure parmi les collections des musées du Vatican à Rome.

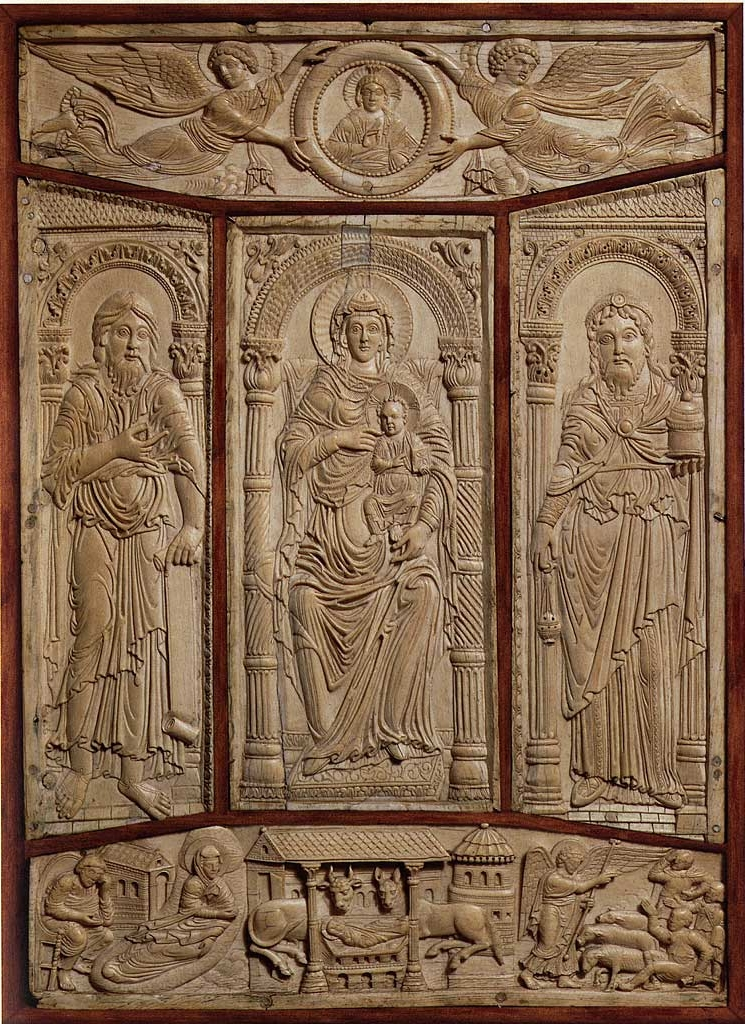
Couverture
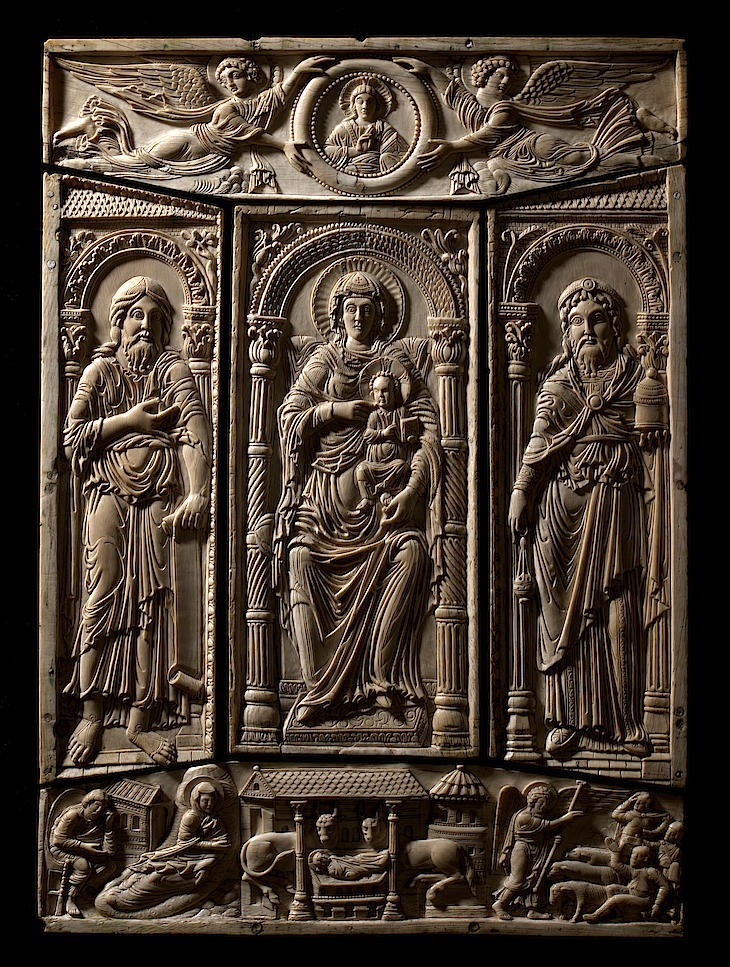
Détail de couverture